# Гордота
Гордота — река в Смоленской области России в Вяземском и Угранском районах. Левый приток Угры. Длина 37 км. Площадь водосборного бассейна — 446 км².
Исток к востоку д. Хмельники Вяземского района. Высота истока — 229 м над уровнем моря. Направление течения: юг, юго-восток. Устье напротив деревни Фёдоровское Угранского района, в 279 км по левому берегу реки Угра. Высота устья — 166,2 м над уровнем моря.
Река известна по произведениям русского писателя И. С. Соколова-Микитова проживавшего в своё время в деревне Кислово, расположенной на этой реке.
Система водного объекта: Угра → Ока → Волга → Каспийское море.

## Притоки (км от устья)
- 7,4 км: река Расловка (пр)
- 15,8 км: река Горелка (лв)
- 18,6 км: река Хворостовка (лв)
- 23,5 км: река Поповка (лв)
- 31 км: река Добренька (пр)
- 31,2 км: река Вешник (лв)
- 36,2 км: река Котовка (лв)

## Данные водного реестра
По данным государственного водного реестра России относится к Окскому бассейновому округу, водохозяйственный участок реки — Угра от истока и до устья, речной подбассейн реки — Бассейны притоков Оки до впадения Мокши. Речной бассейн реки — Ока.
Код объекта в государственном водном реестре — 09010100412110000020699.